# Free-State-Stadion
Das Free-State-Stadion (afrikaans Vrystaatstadion), offiziell Toyota Stadium,  ehemals auch bekannt als Vodacom Park Stadium, ist ein Rugby- und Fußballstadion in Bloemfontein, Südafrika.

## Geschichte
Das Stadion ist Heimspielstätte der Rugby-Mannschaften Free State Cheetahs, die in der Currie-Cup-Liga spielen, und der Central Cheetahs, die ab 2006 die beiden Staaten Free State und Northern Cape Provinces in den Super 14 vertreten. Während des Konföderationen-Pokal 2009 fanden hier drei Vorrundenspiele und ein Halbfinale statt. Für die Fußball-Weltmeisterschaft 2010 wurde das Stadion auf 48.000 Plätze erweitert, das Flutlicht erneuert und eine neue Beschallungsanlage installiert. Derzeit bietet die Spielstätte 46.000 Plätze.

## Spiele der Rugby-Union-Weltmeisterschaft 1995 in Bloemfontein
Gruppenspiele
- Gruppe C – 27. Mai 1995:  Wales –  Japan 57:10
- Gruppe C – 31. Mai 1995:  Irland –  Japan 50:28
- Gruppe C – 4. Juni 1995:  Neuseeland –  Japan 145:17

## Spiele der Fußball-Afrikameisterschaft 1996 in Bloemfontein
Gruppenspiele
- Gruppe B – 14. Januar 1996:  Sambia –  Algerien 0:0
- Gruppe B – 15. Januar 1996:  Sierra Leone –  Burkina Faso 2:1 (1:0)
- Gruppe B – 18. Januar 1996:  Algerien –  Sierra Leone 2:1 (1:1)
- Gruppe B – 20. Januar 1996:  Sambia –  Burkina Faso 5:1 (5:0)
- Gruppe B – 24. Januar 1996:  Sambia –  Sierra Leone 4:0 (2:0)
- Gruppe D – 25. Januar 1996:  Ghana –  Mosambik 2:0 (1:0)

Viertelfinale
- 27. Januar 1996:  Sambia –  Ägypten 3:1 (1:0)

## Spiele des Konföderationen-Pokals 2009 in Bloemfontein
Gruppenspiele
- Gruppe B – 15. Juni 2009, 16:00 Uhr:  Brasilien –  Ägypten 4:3 (3:1)
- Gruppe A – 17. Juni 2009, 16:00 Uhr:  Spanien –  Irak 1:0 (0:0)
- Gruppe A – 20. Juni 2009, 20:30 Uhr:  Spanien –  Südafrika 2:0 (0:0)

Halbfinale
- 24. Juni 2009, 20:30 Uhr:  Spanien –  USA 0:2 (0:1)

## Spiele der Fußball-Weltmeisterschaft 2010 in Bloemfontein
Gruppenspiele
- Gruppe E – 14. Juni 2010, 16:00 Uhr:  Japan –  Kamerun 1:0 (1:0)
- Gruppe B – 17. Juni 2010, 16:00 Uhr:  Griechenland –  Nigeria 2:1 (1:1)
- Gruppe F – 20. Juni 2010, 13:30 Uhr:  Slowakei –  Paraguay 0:2 (0:1)
- Gruppe A – 22. Juni 2010, 16:00 Uhr:  Frankreich –  Südafrika 1:2 (0:2)
- Gruppe H – 25. Juni 2010, 20:30 Uhr:  Schweiz –  Honduras 0:0

Achtelfinale
- 27. Juni 2010, 16:00 Uhr:  Deutschland –  England 4:1 (2:1)